# U-44 (1939)
| U-44                                                       | U-44 | U-44 |
| ---------------------------------------------------------- | --- | --- |
|                                                            | | |
|                                                            | | |
| Зображення підводного човна U-37, аналогічного з U-44 типу | | |
| Під прапором                                               | Третій Рейх | Третій Рейх |
| Спуск на воду                                              | 5 серпня 1939 року | 5 серпня 1939 року |
| Виведений зі складу флоту                                  | 4 листопада 1939 року | 4 листопада 1939 року |
| Сучасний статус                                            | 13 березня 1940 року загинув поблизу північного узбережжя Нідерландів, підірвавшись на мінному полі                                                               | 13 березня 1940 року загинув поблизу північного узбережжя Нідерландів, підірвавшись на мінному полі                                                               |
| Проєкт                                                     | | |
| Тип ПЧ                                                     | Торпедний ДПЧ | Торпедний ДПЧ |
| Розробник проєкту                                          | Deutsche Schiff- und Maschinenbau, AG Weser, Бремен | Deutsche Schiff- und Maschinenbau, AG Weser, Бремен |
| Основні характеристики                                     | | |
| Швидкість (надводна)                                       | 18,2 вузла | 18,2 вузла |
| Швидкість (підводна)                                       | 7,7 вузла | 7,7 вузла |
| Робоча глибина занурення                                   | 100 м | 100 м |
| Гранична глибина занурення                                 | 220 м | 220 м |
| Автономність плавання                                      | 78 миль (144 км) на швидкості 4 вузли (7,4 км/год) (у підводному положенні) 10 500 миль (19 400 км) на швидкості 10 вузлів (18,6 км/год) (у надводному положенні) | 78 миль (144 км) на швидкості 4 вузли (7,4 км/год) (у підводному положенні) 10 500 миль (19 400 км) на швидкості 10 вузлів (18,6 км/год) (у надводному положенні) |
| Екіпаж                                                     | 48 осіб | 48 осіб |
| Розміри                                                    | | |
| Довжина найбільша (по КВЛ)                                 | 76,50 м | 76,50 м |
| Ширина корпусу найб.                                       | 5,85 м | 5,85 м |
| Висота                                                     | 9,4 м | 9,4 м |
| Середня осадка (по КВЛ)                                    | 4,70 м | 4,70 м |
| Водотоннажність надводна                                   | 1032 т | 1032 т |
| Озброєння                                                  | | |
| Артилерія                                                  | 1 × 105-мм палубна гармата SK C/32 | 1 × 105-мм палубна гармата SK C/32 |
| Торпедно- мінне озброєння                                  | 4 носових і два кормових ТА. 22 торпеди або 44 міни TMA чи 66 TMB                                                                                                 | 4 носових і два кормових ТА. 22 торпеди або 44 міни TMA чи 66 TMB                                                                                                 |
| ППО                                                        | 1 × 37-мм зенітна гармата SKC/30 2 × 20-мм зенітні гармати FlaK 30                                                                                                | 1 × 37-мм зенітна гармата SKC/30 2 × 20-мм зенітні гармати FlaK 30                                                                                                |

U-44 — німецький підводний човен типу IX A, що входив до складу крігсмаріне за часів Другої світової війни. Закладений 15 вересня 1938 року на верфі Deutsche Schiff- und Maschinenbau компанії AG Weser у Бремені. Спущений на воду 5 серпня 1939 року, 4 листопада 1939 року корабель увійшов до складу ВМС нацистської Німеччини. Єдиним командиром став капітан-лейтенант Людвіг Матес.

## Історія
U-44 належав до німецьких великих океанських підводних човнів типу IX A. З січня до березня 1940 року U-44 здійснив 2 бойових походи в Атлантичний океан. Підводний човен потопив 8 суден противника, сумарною водотоннажністю 30 885 брутто-реєстрових тонн.
13 березня 1940 року U-44 здійснював другий бойовий похід та загинув поблизу північного узбережжя Нідерландів, підірвавшись на мінному полі в загородженні № 7, яке встановили британські есмінці «Експрес», «Еск», «Ікарус» та «Імпалсів». Загинув весь екіпаж у складі 47 осіб.

## Перелік затоплених U-44 суден у бойових походах
| №                                                                       | Дата          | Назва                   | Тип                | Належність | Водотоннажність (брт) | Вантаж | Конвой       | Результат та координати                                               | Наслідки атаки для екіпажу      | Прим. |
| ----------------------------------------------------------------------- | ------------- | ----------------------- | ------------------ | ---------- | --------------------- | --- | ------------ | --------------------------------------------------------------------- | ------------------------------- | ----- |
| Перший похід (6.01—09.02.1940, 35 діб; Вільгельмсгафен—Вільгельмсгафен) |               |                         |                    |            |                       | |              |                                                                       |                                 |       |
| 1                                                                       | 15 січня 1940 | Fagerheim               | вантажне судно     | Норвегія   | 1 590                 | |              | потоплено 47°20′ пн. ш. 6°16′ зх. д. / 47.333° пн. ш. 6.267° зх. д.   | 20 (15 загинули та 5 вціліли)   |       |
| 2                                                                       | 15 січня 1940 | Arendskerk              | вантажне судно     | Нідерланди | 7 906                 | 4000 тонн генеральних вантажів, зокрема колючий дріт, оцинковані сталеві листи, цвяхи, залізо, мідні труби та пошта |              | потоплено 46°55′ пн. ш. 6°34′ зх. д. / 46.917° пн. ш. 6.567° зх. д.   | 65 (усі вціліли)                |       |
| 3                                                                       | 16 січня 1940 | Panachrandos            | суховантажне судно | Греція     | 4 661                 | |              | потоплено 48°30′ пн. ш. 9°10′ зх. д. / 48.500° пн. ш. 9.167° зх. д.   | 31 (усі загинули)               |       |
| 4                                                                       | 18 січня 1940 | Canadian Reefer         | суховантажне судно | Данія      | 1 831                 | апельсини та грейпфрути                                                                                             |              | потоплено 42°39′ пн. ш. 9°42′ зх. д. / 42.650° пн. ш. 9.700° зх. д.   | 26 (усі вціліли)                |       |
| 5                                                                       | 20 січня 1940 | Ekatontarchos Dracoulis | суховантажне судно | Греція     | 5 329                 | 7511 тонн пшениці та генеральних вантажів                                                                           |              | потоплено 40°20′ пн. ш. 10°07′ зх. д. / 40.333° пн. ш. 10.117° зх. д. | ? (6 загинули та ? врятувалися) |       |
| 6                                                                       | 24 січня 1940 | Alsacien                | вантажне судно     | Франція    | 3 819                 | 3550 тонн фосфатів                                                                                                  | Конвой 56-KS | потоплено 40°20′ пн. ш. 10°07′ зх. д. / 40.333° пн. ш. 10.117° зх. д. | ? (4 загинули та ? врятувалися) |       |
| 7                                                                       | 25 січня 1940 | Tourny                  | вантажне судно     | Франція    | 2 769                 | генеральні вантажі                                                                                                  | Конвой 56-KS | потоплено 41°05′ пн. ш. 9°22′ зх. д. / 41.083° пн. ш. 9.367° зх. д.   | 17 (8 загинули та 9 вціліли)    |       |
| 8                                                                       | 28 січня 1940 | Flora                   | вантажне судно     | Греція     | 2 980                 | вугілля |              | потоплено 40°15′ пн. ш. 13°18′ зх. д. / 40.250° пн. ш. 13.300° зх. д. | 25 (усі загинули)               |       |